# Тис ягодный
Тис я́годный, также Тисс ягодный (лат. Táxus baccáta), зеленица, негниючка, негной, красное дерево — вид деревьев рода Тис семейства Тисовые (Taxaceae). Высота 10—20 м, в отдельных случаях до 28 м. Растёт медленно, при этом отличается большой продолжительностью жизни — по данным разных авторов, от 1,5 до 4 тыс. лет. Одним из старейших в Европе считается растущий в Шотландии Фортингэльский тис, под сенью которого, согласно местной легенде, прошли детские годы Понтия Пилата.

## Распространение и среда обитания
Произрастает в Западной, Центральной и Южной Европе (на севере доходит до западной Норвегии, где находятся самые северные в мире естественные местообитания рода Тис), на юге Швеции и Аландских островах, в северо-западной Африке, северном Иране и юго-западной Азии.
На территории России встречается в западной части Северного Кавказа (Кавказский заповедник, Тисо-самшитовая роща). Отдельные экземпляры и группировки тиса встречаются в Калининградской области, Беловежской пуще (Белоруссия), в западных районах Литвы, Латвии и Эстонии, в Карпатах и Крыму (Чатырдаг, Бельбекский каньон), а также на Дальнем Востоке (Приморский край).
Растёт в лесах (в древостое и подлеске), на равнинах. В горах поднимается до высоты 2000 м над уровнем моря.

## Биологическое описание

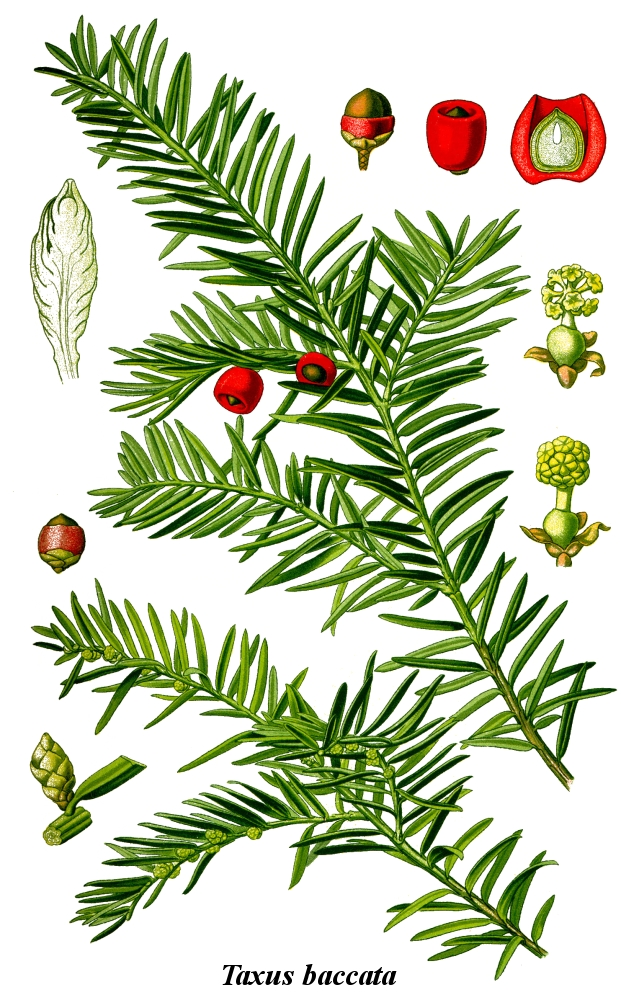

Дерево до 27 м высотой и 1,5 м диаметром, с яйцевидно-цилиндрической, очень густой, нередко многовершинной кроной, кора красновато-серая, гладкая или пластинчатая. Почки округлые или овальные, тупые, светло-коричневые, с немногочисленными чешуями. Ствол обильно покрыт спящими почками, которые могут давать начало боковым побегам. Листья (хвоя) 20-35 мм длиной, 2-2,5 мм шириной, по краю слегка завороченные, голые, сверху тёмно-зелёные, блестящие, с явной средней жилкой, снизу бледно-зелёные, тусклые.
Пыльниковые шишки одиночные, в пазухах листьев (хвои), микроспорофиллы с 2-8 спорангиями каждый. Семенные шишки одиночные, имеют один прямой семязачаток, окружённый кровелькой (ариллусом), которая разрастается при семенах в кольцевой, мясистый, ярко-малиновый, сладкий на вкус валик. Семена твёрдые, овальные, бурые. Опыление в апреле-мае.
Все части растения, за исключением ариллуса, ядовиты.

## Хозяйственное значение и применение

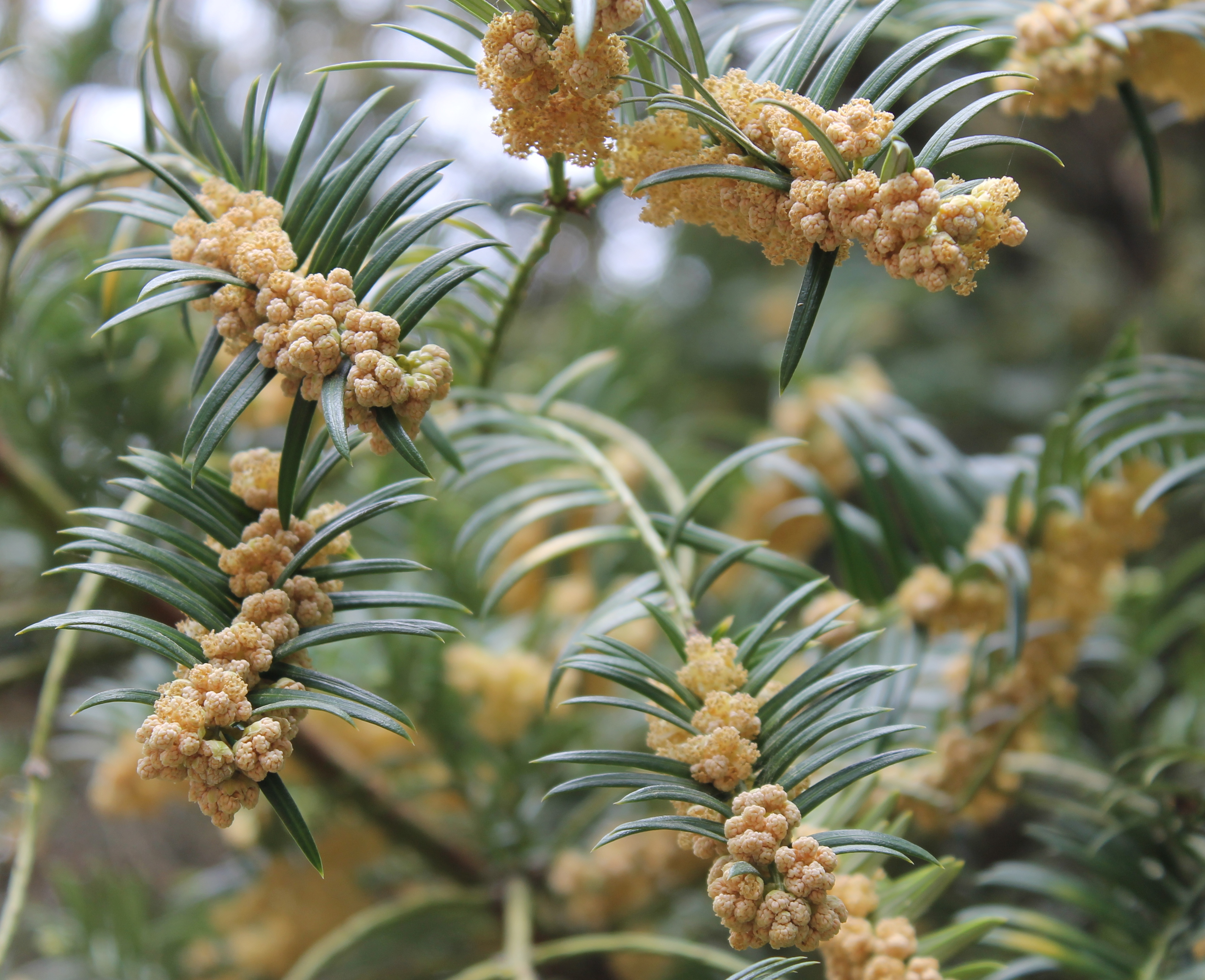
Мужские шишки тиса ягодного

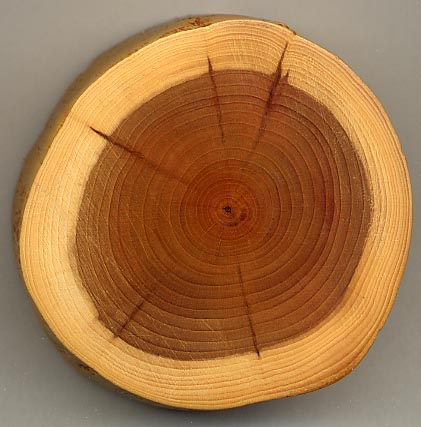
Поперечный спил 27-летнего тиса ягодного с ярко выраженной сердцевиной

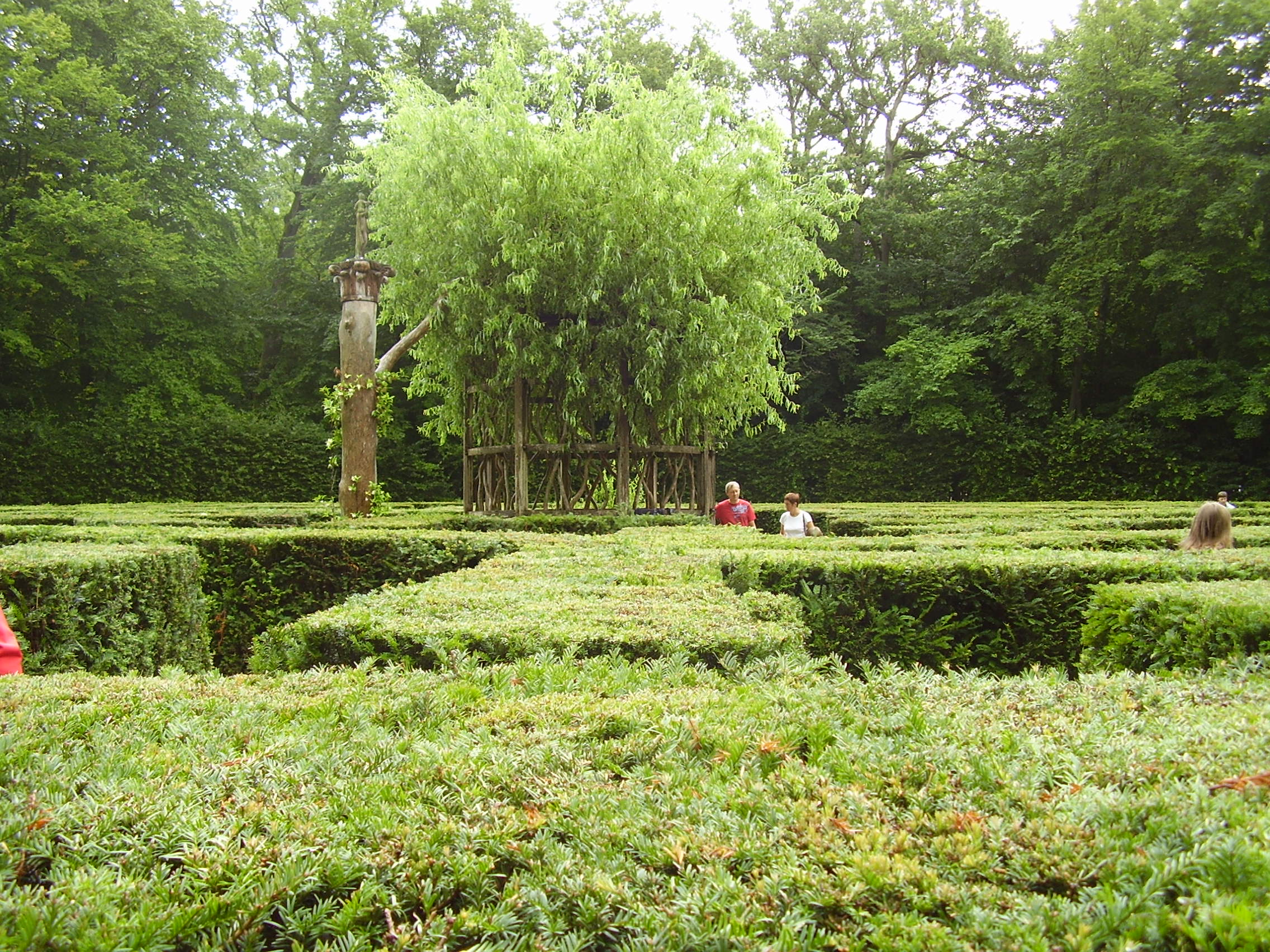
Тисовый лабиринт в замке Шенонсо

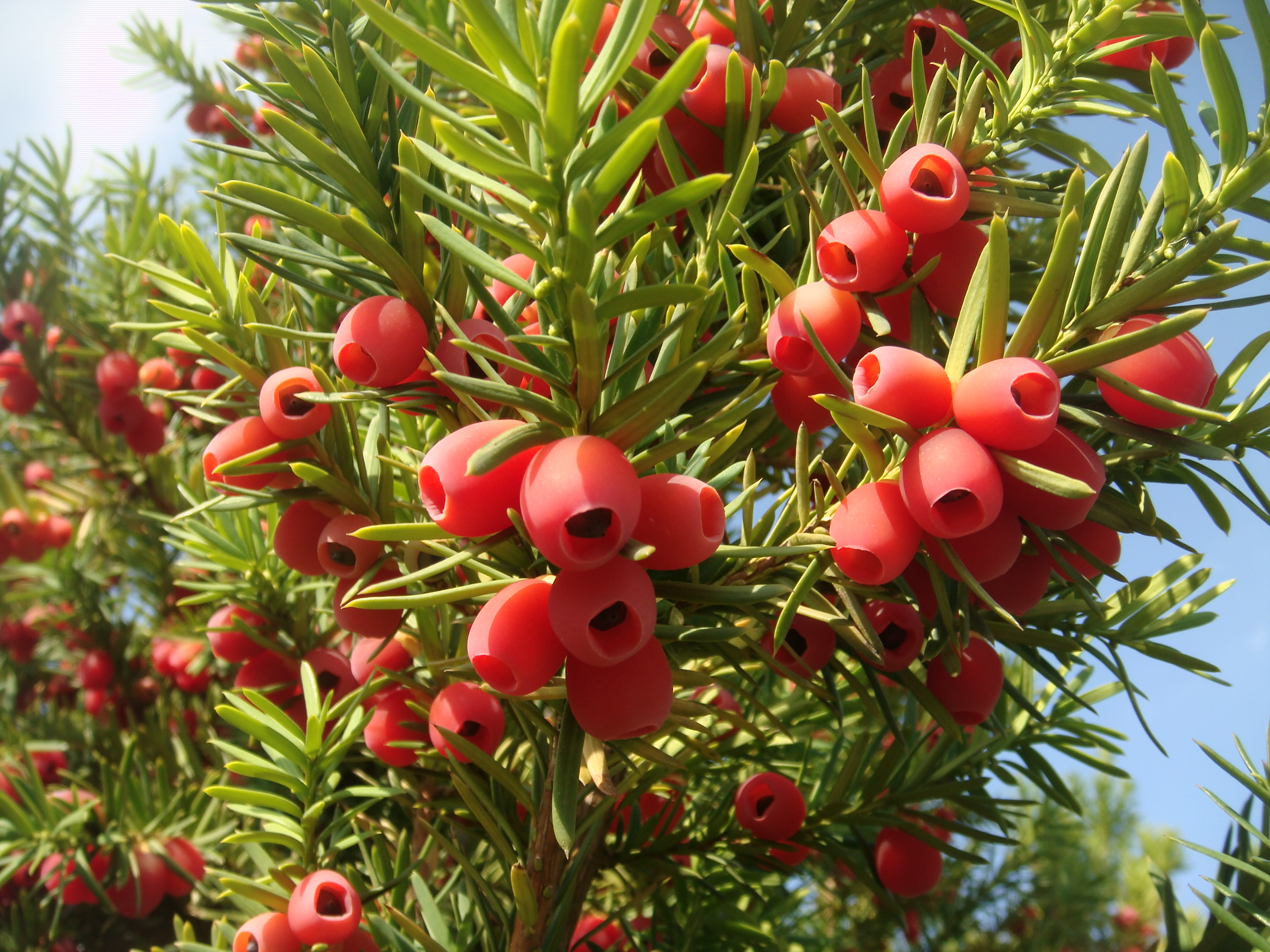
Зрелые семена тиса с яркими присемянниками

Кора пригодна для приготовления клея для ловли птиц.
Листья могут служить биоиндикаторами тяжёлых металлов в воздухе городов.

### Химический состав. Ядовитость
Древесина, кора и листья тиса содержат терпеноиды (в том числе таксол, баккатины (баккатин III, 10-Деацетилбаккатин) и таксин), стероиды (ситостерин, кампестерин), цианогенные соединения (таксифиллин), лигнаны, дубильные вещества, фенолы и их производные, витамины, флавоноиды, антоцианы, высшие жирные кислоты и высшие алифатические спирты. Семена содержат алкалоиды (0,92 %), а мясистые присемянники (кровельки) — 16,3 % углеводов.
Все части растения, кроме кровельки семян, ядовиты.
Таксин вызывает резкое раздражение слизистых пищеварительного тракта, сопровождаемое рвотой и поносом; значительно влияет на сердечную деятельность (вызывает аритмию и брадикардию), останавливает дыхание. Отмечены случаи отравления различных групп домашних животных (лошади, крупный рогатый скот, свиньи, овцы, куры), а также диких коз. Однако шишкоягоды безвредно поедают птицы, куньи и др., а тисовый подрост — дикие копытные. Отравление скота возможно при поедании обрезанных веток после стрижки тиса. Разовая смертельная доза зелёных веток равна (в г): для лошадей 150—400, крупного рогатого скота — 500, для овец — 150—200, для коз — 500, свиней — 75—100. Молоко при поедании лактирующими животными тиса становится отравленным, вызывая заболевания подсосного молодняка. LDmin алкалоида таксина для человека 3 мг/кг.
Отравление человека возможно при попадании внутрь ядовитых семян. Симптомы отравления человека: тошнота, рвота, понос, общая слабость, боль в животе, сонливость, судороги, удушье, нарушение сердечной деятельности, в результате чего возникает состояние коллапса и смерть. Летальный исход может наступить уже в течение первого часа или в течение нескольких часов (или первых дней). Плиний Старший в «Естественной истории» свидетельствует о случаях отравления человека, выпившего вина из тисового кубка. Чем старше хвоя тиса, тем она ядовитее.

### Древесина
Древесина прочная, твёрдая, упругая, тяжёлая, не гниёт, ценится за красоту и цвет (жёлто-красный или буровато-красный, в воде меняющийся на фиолетово-пунцовый), со временем темнеет и становится похожей на чёрное дерево. Применяется в строительстве, в столярном и токарном деле, для отделки мебели и музыкальных инструментов, в виде фанеры.
Тис ягодный, занимавший первоначально очень большую территорию, был почти полностью истреблён человеком из-за своей прочной и практически «вечной» древесины, обладающей сильными бактерицидными свойствами — она убивает даже те микроорганизмы, что имеются в воздухе. Дом, в котором хотя бы потолочные балки сделаны из тиса, надёжно защищён от болезнетворной инфекции, что чрезвычайно ценилось во время массовых эпидемий.
В Древнем Египте из тиса делали саркофаги.
За счёт сочетания «живучести» и вязкости древесины тис оказывался одним из лучших материалов для изготовления луков. Из тиса делали, например, средневековые английские длинные луки, считающиеся основным оружием, с помощью которого англичане одерживали победы в Столетней войне.
Древесину применяют при асците, местно (в виде опилок) — при укусах бешеных собак.

### Применение в паркостроении
Тис является ценным парковым деревом. Так, это дерево часто использовалось для создания лабиринтов во французских парках, большие тисовые боскеты и решётки имеются в Версале. Один из трёх существующих в Европе тисовых лесов находится в Национальном парке Килларни в Ирландии.
Тис обычно размножают черенкованием. Черенки, взятые с ветвей, направленных вверх, дают кусты с компактным вертикальным ростом, а черенки с горизонтальных веток, укореняясь, образуют раскидистые низкие растения.

### Применение в медицине
В трактате Авиценны «Канон врачебной науки» (1021) тис ягодный представлен как фитотерапевтическое средство, применяемое при сердечных заболеваниях.
Тис ягодный используется в классической гомеопатии.
C 1990-х годов алкалоиды тисового дерева (таксаны) используются для изготовления противоопухолевых средств (паклитаксел, доцетаксел).
Таксол в эксперименте обладает цитотоксическими, антилейкемическими и антимитотоксическими свойствами, используется в исследовательских целях. Таксин в Великобритании используется в химиотерапии рака яичников, молочной железы, прямой кишки, кожи.
Ветви и листья в индийской медицине используют как кардиотоническое, спазмолитическое, отхаркивающее средство, при метеоризме, эпилепсии, бронхиальной астме, бронхите, диарее; в народной медицине — при женских болезнях, аменорее, отвар листьев как стимулирующее регулы, антигельминтное, а наружно — при чесотке, настой — при крупе, ангине; в гомеопатии эссенция из листьев — при ревматизме, подагре, болезнях печени, почек, сердца, при запорах, рожистом воспалении, пустулёзных дерматитах.
Отвар семян действует на сердце аналогично таковому наперстянки.
Мясистые присемянники в индийской медицине применяют как тоническое, желудочное, отхаркивающее, при метеоризме, свежий сок как диуретическое, слабительное, сироп — при болезнях лёгких, асците, геморрое, желе — при хроническом кашле, коклюше, почечнокаменной болезни.

## В культуре

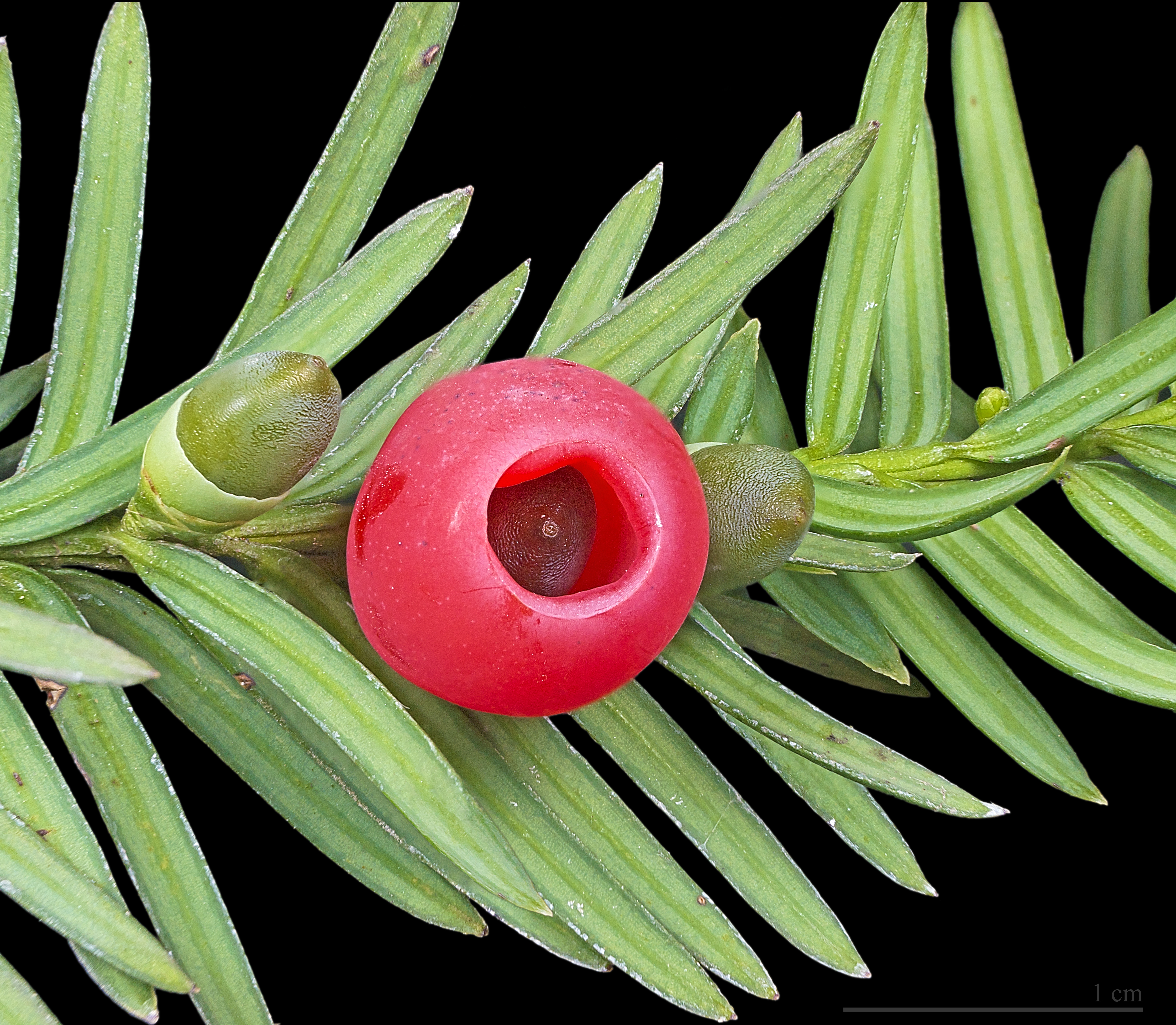
Тис ягодный с красным (а позже желтеющим) ариллусом.

В древности тис считался древом смерти. Фурии изображались с факелами из тисовых веток. Элевсинские жрецы украшали себя венками из миртовых и тисовых веток.
Упоминание о тисе встречается в «Метаморфозах» Овидия:
Есть по наклону тропа, затененная тисом зловещим,
К адским жилищам она по немому уводит безлюдью.
Вергилий в «Энеиде» предупреждает:
Не допускай, чтобы тис рос около пасеки.
Венок из тиса упоминается в трагедии Сенеки «Эдип»:
…Жрец в погребальные
Одежды облачился <…>
В одежде скорби старец скорбно шествует,
Седины тис венчает, приносящий смерть.
В древнерусской литературе упоминание о тисовом дереве можно встретить в Слове о полку Игореве:
Си ночь съ вечера одѣвахуть мя, рече (Святослав), чръною паполомою, на кроваты тисовѣ…
Вероятно, здесь тисовая кровать не столько означает мебель, сколько служит символом гроба.
Ветка тиса, что была
Ночью, чуть луна зашла,
В чаще срезана дремучей, 
 — один из ингредиентов зелья ведьм в трагедии У. Шекспира «Макбет». Упомянут тис и в песни шута в комедии «Двенадцатая ночь»: 
Пусть в последний приют мой земной
Ветви тиса положат.
Разделить мою участь со мной
Самый преданный друг не может.
Считалось, что тень тисового дерева ядовита, поэтому нельзя спать в тени тиса.
Тис часто использовался в качестве растения-оберега, так как по преданию нечистая сила сторонится тиса.

В средневековой кельтской легенде о Тристане и Изольде тис — символ любви. Изольде было предписано покинуть Тристана, когда с деревьев опадут листья, и она решила вопрос так:
Три дерева в нашем растут лесу:
плющ, падуб и красный тис.
Листвы не теряют они зимой, — 
Теперь Тристан навсегда будет мой.
 Два тиса выросли на могилах возлюбленных, трижды король Марк вырубал их, но они появлялись снова, в конце концов король позволил деревьям расти. Со временем их ветви сомкнулись и переплелись так, что разъединить их стало невозможно.

Во II стихотворении поэтического цикла Альфреда Теннисона «In Memoriam» — 
Вцепился в камень старый тис…
Под камнем спит без снов мертвец.
Главу оплел корней венец,
Корнями кости сплелись.

Тис — важная часть пейзажа и в его поэме «Энох Арден»:
Дорога к мельнице и просек тень,
И тис-павлин и одинокий замок…
<…>
Филиппа дом, на улицу фасадом,
Последним к берегу стоял; а сзади,
С калиткой, выходившей на пустырь,
Пестрел стеною обнесённый садик;
Здесь рос вечнозелёный древний тис…

В «Цветах зла» Шарля Бодлера тис облюбовали для размышления совы: 
Где тисы стелют мрак суровый,
Как идолы, за рядом ряд,
Вперяя в сумрак красный взгляд,
Сидят и размышляют совы.

В повести «Кентервильское привидение» Оскара Уайльда — 
Совы бились о стёкла, ворон каркал на старом тисовом дереве, и ветер блуждал, стеная, словно неприкаянная душа, вокруг старого дома.
В «Великом колесе возвращений» Уильяма Йейтса тис выступает в составе материала для своего рода скрижалей —
Бард на дощечках записал,

В которых намертво срослись,

Обнявшись, яблоня и тис,

Все саги о любви, что знал.

Тисовые ягоды ядовиты, ими был отравлен герой романа Агаты Кристи «Карман, полный ржи» («A Pocket Full of Rye»), по которому был снят кинофильм «Тайна „Чёрных дроздов“», ягоды были добавлены ему в баночный мармелад. Тисовые ягоды фигурируют также в другом романе писательницы «Скрюченный домишко», ими была отравлена няня.

Строка из стихотворения Т. С. Элиота — 
Миг розы и миг тиса — равно мгновенны
 — стала эпиграфом к роману Агаты Кристи «Роза и тис» («The Rose and the Yew Tree»).

В стихотворении Сильвии Плат «Луна и тис» из сборника «Ариэль» — 
Готический тис остро глядит в вышину.
Взгляд, по нему скользя, обнаруживает луну.
<…>
Луна сюда не глядит,
Пустынная в пустоте.
И тис твердит
Только о молчании и черноте.

В стихотворении Константина Симонова «Английское военное кладбище в Севастополе» (1939) тис упоминается, несмотря на отсутствие в пейзаже, как типическое дерево Англии:
Здесь нет ни остролистника, ни тиса.

Чужие камни и солончаки,

Проржавленные солнцем кипарисы

Как воткнутые в землю тесаки.
В серии романов Джоан Роулинг о Гарри Поттере у Волан-де-Морта волшебная палочка была из тиса с сердцевиной из пера феникса.

## Ботаническая классификация
Тис ягодный (лат. Taxus baccata) относится к роду Тис (лат. Taxus) семейства Тисовые (лат. Taxaceae).